# Might and Magic
Might and Magic ist eine von Jon Van Caneghem entwickelte Serie von Computer-Rollenspielen. Neben den Rollenspielen existieren noch einige weitere Ableger, wie beispielsweise die Strategiespielreihe Heroes of Might and Magic, deren Handlung eng mit den Might-and-Magic-Spielen verwoben ist.
Nach dem Konkurs von 3DO und seiner Tochter New World Computing erwarb Ubisoft die Rechte an der Reihe. Danach wurde, beginnend mit Heroes of Might and Magic V, ein völlig neues Spieluniversum geschaffen, in dem die Hintergrundhandlung stattfindet; zu der Rahmenhandlung der vorhergehenden Spiele besteht seitdem keine Verbindung mehr.

## Might and Magic

### Might and Magic: The Secret of the Inner Sanctum (1986)
1986 erschien der erste Teil dieser Serie von New World Computing, Might and Magic – Secret of the Inner Sanctum, erst auf Apple II und ein Jahr später auf PC. Es schloss eine spielerische Lücke zwischen den verhältnismäßig einfachen Ultima-Teilen und der Wizardry-Reihe, die von vielen Einsteigern als zu schwer empfunden wurde. Die Optik im Pseudo-3D-Look, die man schrittweise durchwanderte, die Bedienung mittels Tastatur und das Regelsystem mit den üblichen Rollenspielklassen und -kämpfen hinter diesem Spiel entsprach der damaligen Zeit, und so gelang dem Spiel ein recht solider Einstieg in den Markt. Portierungen dieses Teils sowie der zwei folgenden erfolgten unter anderem auf den C64 und Apple II sowie auf die meisten Spielkonsolen dieser Zeit.

### Might and Magic II: Gates to Another World (1988)
Der zweite Teil, Gates to Another World, welcher 1988 auf den Markt kam, war zur damaligen Zeit einer der erfolgreichsten Titel. Obwohl am Vorgänger ausgerichtet, wussten die umfangreichen Verbesserungen in der Grafik, dem Spielumfang und der erzählten Geschichte zu gefallen.

### Might and Magic III: Isles of Terra (1991)
Mit dem dritten Teil, Isles of Terra, betrat man grafisches Neuland. Im VGA-Look, welcher 1991 noch lange kein Standard für Rollenspiele war, sprach die Serie Quereinsteiger an, was durch die einfache Handhabung und den moderaten Schwierigkeitsgrad unterstützt wurde. Erstmals wurde hier auf Zufallsbegegnungen verzichtet. Stattdessen sah man die Gegnergruppen schon von Weitem. Dieses Spiel lieferte auch für die noch folgenden Teile in den kommenden Jahren die Grundlage, was Technik und Spielsystem anging, so dass ein hoher Wiedererkennungswert bestand. Es ist auch der erste in deutscher Sprache veröffentlichte Teil (Titel: Die Inseln von Terra).

### Might and Magic V: Darkside of Xeen (1993)
Die Teile vier und fünf, Clouds of Xeen (1992) und Darkside of Xeen (1993), boten erneut eine Besonderheit. Besaß man beide Spiele, konnte man diese zu einer einzigen großen Welt verbinden und diese in einem Stück erkunden. Diese Spielvariante nannte sich dann World of Xeen und wurde auch unter diesem Namen als Bundle verkauft. Ansonsten gab es kaum Neuerungen, sah man einmal vom umfangreichen Einsatz digitalisierter Sprachausgabe ab. Interessanterweise gab es im Jahr des fünften Teils noch eine Mod namens Swords of Xeen zum Spiel, welche später zum offiziellen Bestandteil des World-of-Xeen-Zyklus wurde. Diese von Spielern angefertigte Erweiterung zeichnete sich vor allem durch einen deutlich höheren Schwierigkeitsgrad aus und fand sehr viel Anklang bei den eingefleischten Fans der Serie.

### Might and Magic VI: The Mandate of Heaven (1998)
Einige Jahre später wechselte man das gesamte Spielsystem radikal aus und veröffentlichte 1998 den sechsten Teil Mandate of Heaven. Neben einer Vereinfachung des Fähigkeiten- und Gegenständesystems kam es zu einer Verkleinerung der geführten Gruppe und man bewegte sich nun in Echtzeit in einer freien 3D-Umgebung. Diese Veränderungen erlaubten es natürlich, eine deutlich realistischere Welt darzustellen und diese mit mehr Leben zu erfüllen. So konnte auch dieses Spiel durchaus einige Erfolge verzeichnen.

### Might and Magic VII: For Blood and Honor (1999)
Die Versionen erschienen nun wieder in einer schnelleren Aufeinanderfolge. So erschien 1999 der siebte Teil, For Blood and Honor, welcher wieder in alte Gewohnheiten zurückfiel, und bis auf minimal verbesserte Grafik kaum neue Elemente bot. Dementsprechend zurückhaltend waren die Verkaufszahlen.
Ein Spiel im Spiel ist Arcomage, ein Kartenspiel, welches in den Tavernen gespielt werden kann. Dieses Spiel wurde später auch separat vertrieben.

### Might and Magic VIII: Day of the Destroyer (2000)
Teil acht, Day of the Destroyer wurde bereits im Folgejahr veröffentlicht. Ein weiteres Mal wurde das Spielsystem einer Totalüberholung unterzogen. Nur die verwendete Grafik blieb – bis auf die üblichen Schönheitskorrekturen – dieselbe. Folgende Dinge brachten allerdings weitreichende Neuerungen mit sich: Steuerte man früher eine ganze Gruppe von 6 bis 8 Personen, die später bis auf 4 schrumpfte, so war es diesmal nur ein Protagonist, den es zu führen galt, der seine Gruppenmitglieder im Rahmen der Spielhandlung suchen musste. Das Rassen- und Klassensystem wurde zusammengelegt, und auch die Handhabung der Fähigkeiten (englisch Skills) stark vereinfacht. Trotz dieser Rückentwicklung hoffte man unter den Spielern auf einen neuen Aufschwung der Reihe, nachdem der Entwickler Mut zu Veränderungen zeigte.

### Might and Magic IX (2002)
Diese Hoffnung wurde allerdings beim Erscheinen des neunten Teils (2002, inoffizieller Titel Writ of Fate) nicht erfüllt. Wieder einmal gab es umfangreiche Änderungen im Spielsystem, man kehrte zum Führen einer gesamten Gruppe zurück. Das Fähigkeiten-System und der Magiebereich wurde erneut vereinfacht und verschlankt. Die Grafik erfuhr zwar mit der LithTech-Engine eine merkliche Verbesserung, blieb allerdings deutlich hinter den für die Zeit üblichen Standards zurück. Die Entwicklungszeit betrug wegen der Geldsorgen von 3DO nur wenige Monate, der erhoffte Erfolg blieb aus und so mussten die Rechte an Ubisoft verkauft werden. Ebenfalls durch die begrenzte Entwicklungszeit bedingt ist das Spiel auch mit dem letzten Patch 1.2 noch in einem instabilen Zustand verblieben. Es existiert jedoch ein Community-Patch der Spielergemeinde, der die größten Probleme behebt.

### Might & Magic X: Legacy (2014)
2013 kündigte Ubisoft den zehnten Teil der Serie mit dem Untertitel Legacy an, eine Koproduktion des deutschen Entwicklerstudios Limbic Entertainment mit Ubisoft Paris. Das Spiel erschien als Downloadtitel in einer Early-Access-Version im September 2013.
Am 23. Januar 2014 erschien die finale Version auch in einer „Old School Deluxe Box“.

## Weitere Spiele

### Heroes of Might and Magic
Eine recht erfolgreiche Adaption in den rundenbasierten Strategiesektor gab es seit 1995 mit der Serie Heroes of Might and Magic, welche den Folgeteilen des Spiels King’s Bounty einen bekannten Namen verlieh. Diese Serie umfasst bislang sieben Teile mit diversen Erweiterungen in Form von Add-ons.

### Crusaders of Might and Magic
1999 erschien eine Rollenspiel/Adventure Mischung namens Crusaders of Might and Magic, in welcher man in der klassischen Third-Person-Manier durch seine 3D-Umgebung läuft, und einfache Aufgaben und Rätsel löst sowie seine Kämpfe in Echtzeit erledigt. Dieses Spiel wurde auf die PlayStation portiert, wo 2001 auch der Nachfolger Warriors of Might and Magic erschien. Später wurde auch eine PlayStation-2-Version veröffentlicht.

### Arcomage
In Might and Magic VII und VIII war dies ein Spiel im Spiel. Es wurde 2000 auch als Solo-Spiel veröffentlicht. Hierbei geht es darum, mit verschiedenen Karten die Mauer und den Turm des Gegners einzureißen.

### Warriors of Might and Magic
Erschien 2001 für PC und PlayStation. Es gab außerdem eine Game-Boy-Color-Adaption mit demselben Namen. Dort wird das Spiel zu einem The-Legend-of-Zelda-Klon, mit winziger und pixeliger Grafik, sehr einfacher Handlung und einem nahezu untauglichem Kampfsystem.

### Legends of Might and Magic
Ebenfalls 2001 erschien der auf der Lithtech-Engine basierende Online-Shooter Legends of Might and Magic.

### Dark Messiah of Might and Magic
Dark Messiah of Might and Magic ist der dritte Action-Ableger der Serie, der von den Arkane Studios zusammen mit Floodgate Entertainment im Auftrag des neuen Rechteinhabers Ubisoft entwickelt wurde. Es erschien in Deutschland am 27. Oktober 2006. Das Spiel verwendet die Source-Engine (Half-Life 2) und beinhaltet sowohl Single- als auch Multiplayer-Modus. Als Kämpfer, Magier oder Assassine taucht man in die komplett neue und düstere Might-and-Magic-Welt Ashan ein, wobei auf die Handlung von Heroes of Might and Magic V aufgebaut wird (ca. 50.000 verkaufte Exemplare in Deutschland).

### Might and Magic: Clash of Heroes
Might and Magic: Clash of Heroes erschien in Deutschland am 14. Januar 2010 für Nintendo DS. Der Teil wurde von Ubisoft produziert. 2011 wurde das Spiel auch für PC veröffentlicht.